# Richard Eckert
Richard Eckert (* 9. November 1938 in Łódź, Polen) ist ein deutscher Physiker und ehemaliger Politiker. Er war von 1992 bis 1996 Abgeordneter im Landtag von Baden-Württemberg.

## Leben
Eckert floh 1945 aus Polen. Er ging in Cottbus zur Schule und machte dort 1956 Abitur. Er studierte Physik an der Universität Stuttgart mit Abschluss Diplom. Von 1965 bis 1992 war er in einem Forschungslabor in Stuttgart. 1986 promovierte er an der TU Wien zum Dr. techn.
1984 bis 2002 war er Mitglied der Partei Die Republikaner. Er war Vorsitzender des Kreisverbandes Stuttgart und Mitglied im Landesvorstand Baden-Württemberg. 1989 bis 1992 war er Stadtrat im Gemeinderat Stuttgart. Nach der Landtagswahl in Baden-Württemberg 1992 war er  bis 1996 Abgeordneter im Zweitmandat für den Wahlkreis Leonberg im Landtag von Baden-Württemberg. Von 1996 bis 2000 war er Mitglied im Bezirksbeirat von Stuttgart-Möhringen.
Eckert ist seit 1967 verheiratet und hat zwei Söhne.

## Veröffentlichungen
- 1980 Die Programmierbaren von HP. Mit 98 Beispielen und 62 Programmen (2. erweiterte  Auflage). Oldenbourg Wissenschaftsverlag
- 1982 Die Programmierbaren von TI. Mit 51 Beispielen und 63 Programmen. Oldenbourg Wissenschaftsverlag
- 1990 Fehleranalyse an Halbleiterbauteilen (Herausgegeben von Wilfried J Bartz und Elmar Wippler). expert Verlag
- 1998 Sehen heißt wissen. Das Rasterelektronenmikroskop im Fehleranalyselabor (Bildband). Druckerei Kurz, Stuttgart